# Nukleozid
Nukleozidovi su glikozilamini koji se sastoje od nukleobaza (one se često jednostavno nazivaju baze) vezanih za ribozne ili dezoksiribozne šećere putem beta-glikozidne veze. Primeri nukleozida su citidin, uridin, adenozin, guanozin, timidin i inozin.

## Osobine
Nukleozidi mogu biti fosforilizovani specifičnim kinazama u ćeliji na primarnoj alkoholnoj grupi šećera, čime nastaju nukleotidi
, koji su molekularni gradivni blokovi DNK i RNK.
Nukleozidi mogu da se formiraju putevima de novo sinteze, posebno u jetri, mada oni u većim količinama nastaju varenjem nukleinskih kiselina iz hrane. U tom procesu nukleotidaze razlažu nukleotide (kao što je timin nukleotid) u nukleozide (npr. timidin) i fosfat. Nukleozidi, se naknadno razlažu u lumenu digestivnog sistema nukleozidazama u nukleobaze i riboze ili dezoksiriboze. Osim toga, nukleotidi mogu biti razloženi unutar ćelije u azotne baze, i ribozu-1-fosfat ili dezoksiribozu-1-fosfat.

## Upotreba
U medicini je više analognih nukleozida bilo korišćeno kao antiviralni ili antitumorski agensi. Viralne polimeraze inkorporiraju ta jedinjenja sa non-kanoničkim bazama. Te supstance se aktiviraju u ćelijama putem konverzije u nukleotide. One se administriraju kao nukleozidi, zato što naelektrisani nukleotidi ne mogu lako da prođu kroz ćelijske membrane.